# Oostdijk (Reimerswaal)
Pour les articles homonymes, voir Oostdijk.
Oostdijk est un village de la commune néerlandaise de Reimerswaal, en Zélande. Il compte 496 habitants (2006).